# マリッサ・メイヤー
マリッサ・アン・メイヤー（Marissa Ann Mayer、1975年5月30日 - ）は、アメリカのIT業界の実業家。Lumi Labs共同創業者、Yahoo!の元CEO、Googleの元副社長（検索製品およびユーザーエクスペリエンス担当）。
Googleの顔の一人で、インタビューやイベント出演が多かった。

## 経歴
メイヤーは、1975年にウィスコンシン州・ウォーソーでドイツ系の血を引くフィンランド系アメリカ人の家庭に生まれた。母は美術の教師、父は水道会社で働いていた。1993年に高校を卒業後、ウエストヴァージニアで行われたNational Youth Science Campに参加。
スタンフォード大学からシンボリックシステムの学士号と計算機科学の修士号を受け、人工知能を専門分野としていた。
スイス・チューリッヒのUBS研究所（Ubilab）やカリフォルニア州メンローパークのSRIインターナショナルを経て、1999年に従業員数20人程度の規模だったGoogleに数少ない女性エンジニアとして入社した。人工知能とユーザインタフェース設計の専門家であり、これまでGoogleウェブ検索、Googleニュース、Gmail、Orkut、Google マップ、Google Earth、Google Health、iGoogleなどの構築に携わった。
2008年、『フォーチュン』誌が毎年選定する「50 Most Powerful Women」（最もパワフルな女性50人）で第50位に選ばれた。これまでに最も若い女性としてランクインしたことになる。
2009年、検索事業に関する仕事の功績により、イリノイ工科大学から名誉博士号を授与された。
2012年7月17日、Yahoo! CEOに就任。
同年9月30日に男児を出産 
2013年2月、ヤフーの就業制度について、従業員の在宅勤務をオフィス勤務に転換する方針を示した 。このことについて、在宅勤務をしていた従業員などからの批判が起こった。
2013年4月、ヤフーでの育児休暇制度を変更し、育児休暇期間の延長と育児休暇に伴う賞与を与えることにした。この制度変更についてCNNは、FacebookやGoogleなどのようなシリコンバレーにある企業の制度に合わせたものだと伝えた。
2015年12月10日、双子の女児を出産。
2017年1月9日、Yahoo!の中核事業をVerizonに売却する契約が正式に結ばれた後にYahoo!役員を退任する、と発表された。
2017年3月、Yahoo!の中核事業売却後、CEOを退く際に2300万ドル（約26億円）の退職金を受け取ることが明らかになった。ボーナスについては辞退した。
2017年4月、ベライゾン・コミュニケーションズへの中核事業売却で約1億8600万ドル（約205億円）を手にすることが、米証券当局への届け出で明らかになった。